# Poa acicularifolia
Poa acicularifolia är en gräsart som beskrevs av John Buchanan. Poa acicularifolia ingår i släktet gröen, och familjen gräs. Inga underarter finns listade i Catalogue of Life.